# Koeleria vurilochensis
Koeleria vurilochensis là một loài thực vật có hoa trong họ Hòa thảo. Loài này được Calderon ex Nicora mô tả khoa học đầu tiên năm 1978.